# I Love New York (Werbekampagne)

Logo

I Love New York (deutsch „Ich liebe New York“) ist sowohl Slogan als auch Name der Marketingkampagne des Bundesstaats New York und insbesondere von New York City.

## Geschichte
In den 1970er Jahren beauftragte die Abteilung für wirtschaftliche Entwicklung des Bundesstaats New York die am Madison Square ansässige Werbeagentur Well, Rich & Greene mit der Entwicklung einer Marketingkampagne, die in erster Linie den Tourismus ankurbeln sollte. Die Stadt New York war damals als Hochburg der Gewalt- und Drogenkriminalität bekannt – während eines Stromausfalls im Jahr 1977 kam es zu großangelegten Plünderungen, die zu rund 4500 Festnahmen führten. Nachdem man sich auf den Slogan geeinigt hatte, erfand der Grafikdesigner Milton Glaser 1975   das hierzu passende, heute weltberühmte Logo auf einer Taxifahrt durch Manhattan. Glaser selbst glaubte nicht an einen dauerhaften Erfolg der Kampagne, und nahm für die Entwicklung des Logos keine Gage. Daneben wurde eine passende Jingle von Steve Karman komponiert, für Werbespots verpflichtete man den Schauspieler Frank Langella.
1977 wurde die Kampagne gestartet. Das Logo wurde auf Plakaten in der ganzen Stadt verteilt, durch Fernsehspots wurde die Kampagne unterstützt. 
10 Jahre nach dem Start der Kampagne ließ der Staat New York das Logo markenrechtlich schützen und begann 1994 damit, Lizenzen an Firmen zu vergeben. 2011 betrugen allein die Lizenzeinnahmen 1,83 Millionen US-Dollar, insgesamt nimmt der Staat im Jahr über 30 Millionen Dollar durch Produkte mit dem Logo ein. Das Merchandising-Portfolio umfasst inzwischen verschiedenste Produkte, von den traditionellen T-Shirts und Aufklebern über Kaffeetassen bis hin zu einer eigenen Parfümreihe. Besonders beliebt ist das Logo in Italien und Japan.

## Logo
Das Logo besteht aus dem Buchstaben „I“, gefolgt von einem roten Herz und schließlich „NY“, in der Serifenschrift American Typewriter.
Der Erfolg des Logos liegt nach Glaser vor allem darin begründet, dass es sich um ein Rebus handelt, der Leser muss also eigenständig den Sinn zusammensetzen. Das rote Herz wiederum ruft beim Leser Emotionen hervor, vergleichbar mit Emoticons des Internetzeitalters.
Der Briefumschlag mit dem ersten Entwurf befindet sich heute im Besitz des Museum of Modern Art.

## Kampagne 2023
Im März 2023 wurde die Werbekampagne We Love NYC ins Leben gerufen, deren Logo sich am bekannten I Love New York orientiert. Initiatoren waren die Gouverneurin des Bundesstaats New York, Kathy Hochul, der Bürgermeister von New York City, Eric Adams, und Persönlichkeiten aus Wirtschaft und Gesellschaft. Ziel ist, nach dem Ende der COVID-19-Pandemie wieder ein stärkeres Engagement der Bürger New Yorks für ihre Stadt zu erreichen. Die Kampagne ist also hauptsächlich nach innen gerichtet, während I Love New York weiterhin in der ganzen Welt für die Stadt werben soll.